# Юдита (опера)
«Юди́та» (рос. Юдифь) — опера на 5 дій російського композитора Олександра Сєрова, лібрето Костянтина Званцева і Дмитра Лобанова за участі Аполлона Майкова. Перша постановка — Петербург, Маріїнський театр, 16 травня 1863 року, за участі Костянтина Лядова; Москва, Большой театр, 15 вересня 1865 року. Створена за мотивами біблійної легенди про Юдиту.
У 1860 році Сєров побачив на сцені італійську артистку Аделаїду Рісторі у ролі Юдити в однойменній трагедії Паоло Джакометті і вирішив написати оперу на цей сюжет.

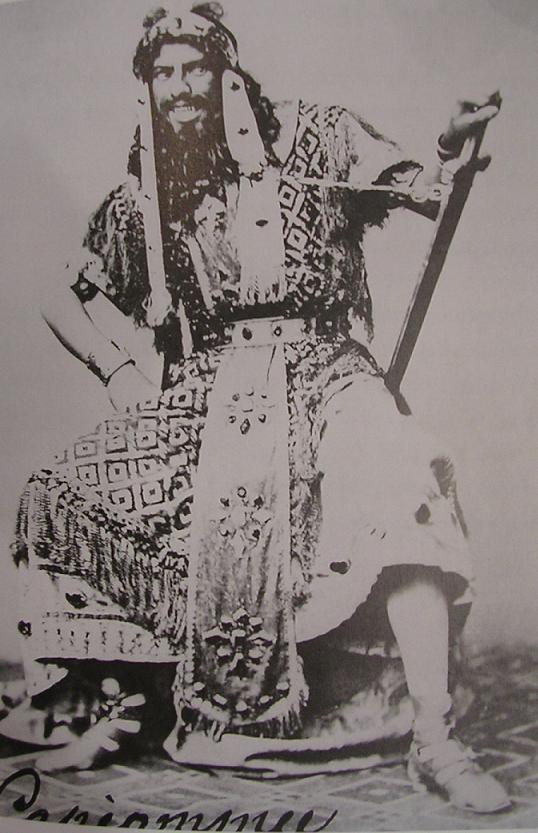
Михайло Саріоті у ролі Олоферна

Тему опери композитор взяв з Книги Юдити (Юдіфі), що входить у второканонічні тексти Біблії. Місто Ветулія страждає від облоги ассирійський військ, які очолює Олоферн. Жителям загрожує голод. Смілива Юдита проникає у табір ворога і покоряє своєю красою Олоферна. Полководець влаштовує великий бенкет і, зрештою, засинає п'яний. Юдита відрубує йому голову і повертається до Ветулії. Ассирійські воїни, побачивши відрубану голову свого вождя, що височіє на мурах міста, у розпачі втікають.
Попри те, що ситуація, образи і епоха твору не пов'язані з російською дійсністю XIX ст., Сєров створив цікавий контраст голодного і суворого образу оточеної Ветулії з яскравим табором ассирійців.
Вважають, що на принципи опери вплинула драматургія опери Михайла Глінки «Іван Сусанін». Автор зумів сконцентрувати увагу на образах двох антагоністів: Юдита є символом моральної чистоти і віри у Божі закони, а Олоферн — тиран та звір, який поклоняється лише власним інстинктам.
Головні герої позбавлені динаміки, всю увагу автор намагається зосередити на яскравому фоні. Переконлива і темпераментна музика опери дозволила їй досягти великого успіху вже під час прем'єри. Це визнали навіть ідейні неприятелі композитора, наприклад, Модест Мусоргський. В головних партіях виступали згодом відомі російські співаки: Федір Стравінський, Федір Шаляпін (Олоферн) та Фелія Литвин, Наталія Єрмоленко-Южина і Марта (Марія) Валицька (Юдита).